# Juego propio
En teoría de juegos cooperativos, un juego propio (en inglés, proper game) es un juego simple en que el complemento de cada una de sus coaliciones ganadoras es una coalición perdedora.
Formalmente, dado un juego simple (N,W), donde N es un conjunto finito de jugadores y W el conjunto de sus coaliciones ganadoras, entonces este juego es propio si se cumple que para toda coalición ganadora X perteneciente a W, su complemento Xc pertenece a L, el conjunto de coaliciones perdedoras.
Esta es una clase de juegos simples muy importante, tal y como describen los investigadores A.D. Taylor y S. Zwicker en un importante libro del área:

«Some authors who view simple games as models of voting systems have little interest in simple games that are not proper»
A.D. Taylor y S. Zwicker

Que en español significa: «Algunos autores que ven a los juegos simples como modelos de sistemas de votación sienten poco interés por juegos simples que no son propios».

## Propiedades
- Si un juego es propio o fuerte, entonces es dual comparable.[1]
- Si un juego es propio y fuerte, entonces es decisivo (o auto-dual).[1]
- Un juego es propio si y solo si su dual es fuerte.[1]